# 波特拉山
47°17′26″N 9°50′59″E / 47.29055877°N 9.84976090°E

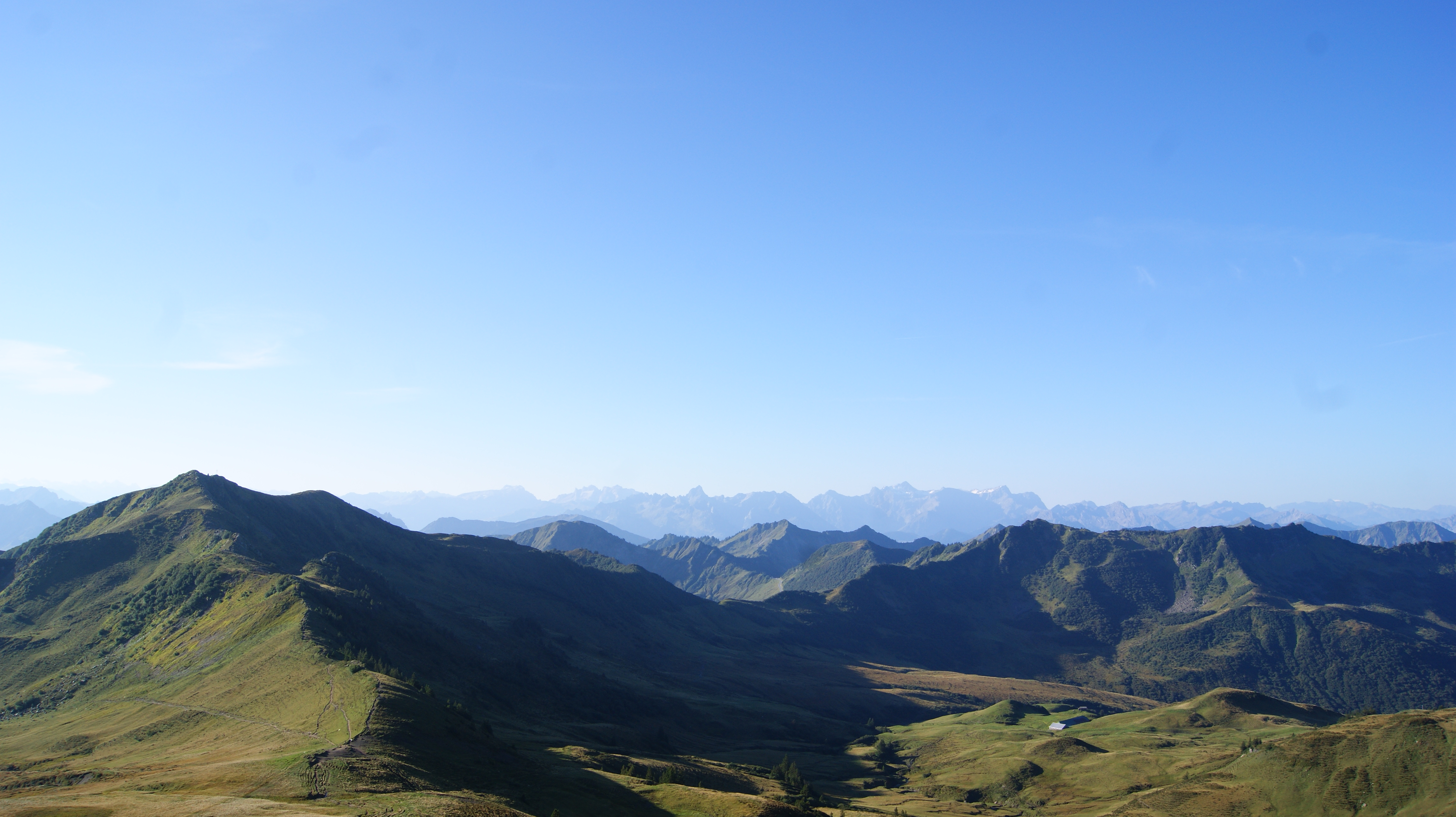

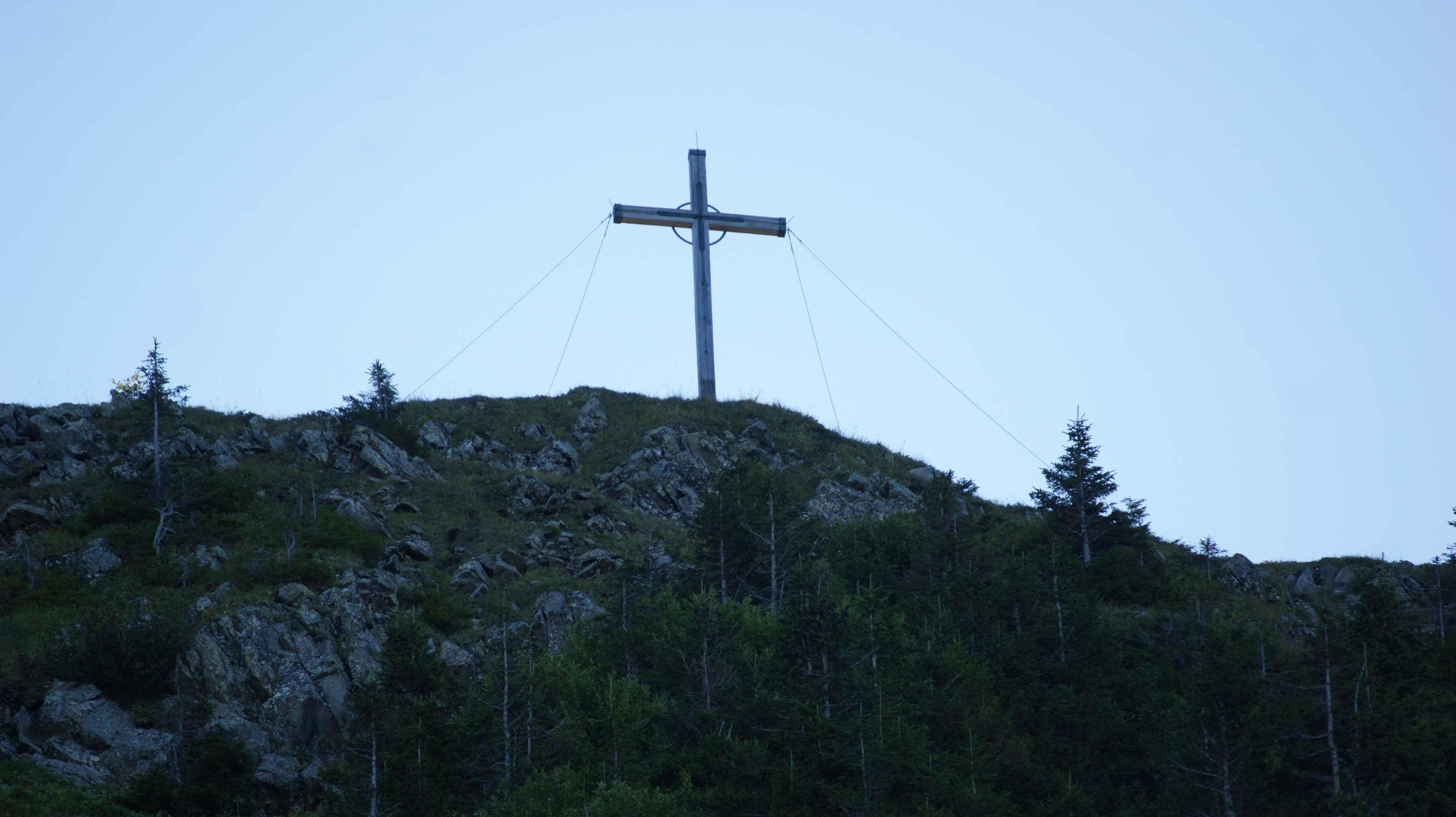

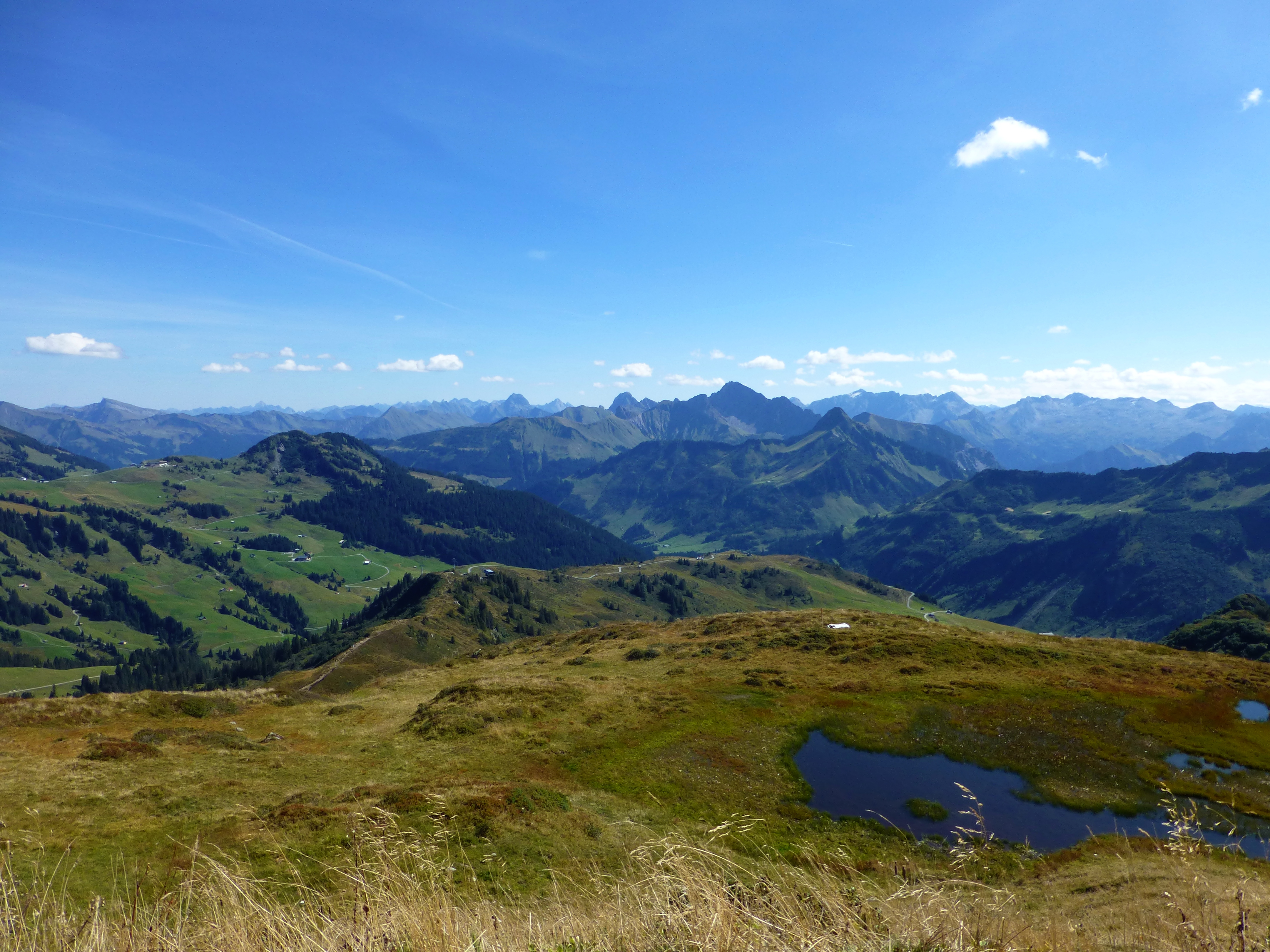

波特拉山（德語：Portlahorn），是奧地利的山峰，位於該國西部，由福拉爾貝格州負責管轄，屬於布雷根茨森林山脈的一部分，距離辛瑟山1.3公里，海拔高度2,010米，每年平均降雨量1,852毫米。